# Alexander Siddig
Alexander Siddig (geboren als Siddig El Tahir El Fadil El Siddig Abderahman Mohammed Ahmed Abdel Karim El Mahdi (Arabisch: صدّيق الطاهر الفاضل الصدّيق عبدالرحمن محمد أحمد عبدالكريم المهدي, Ṣiddīq aṭ-Ṭāhir al-Fāḍil aṣ-Ṣiddīq ʿAbd ur-Raḥman Muḥammad ʾAḥmad ʿAbd ul-Karīm al-Mahdī, kort weergegeven als Siddig el Fadil) (Soedan, 21 november 1965) is een Engels acteur.
Hij is onder andere bekend van zijn rol als dokter Julian Bashir in de sciencefictionserie Star Trek: Deep Space Nine. Siddig is geboren in Soedan maar heeft het grootste deel van zijn leven in Engeland gewoond. Hij was getrouwd met Nana Visitor (Kira Nerys), van 1997 tot 2001 en ze hebben samen een zoon.
Siddig is de neef van de Engelse acteur Malcolm McDowell en van de voormalige Soedanese premier Sadiq al-Mahdi.

## Filmografie

### Films
- Clash of the Titans (2010) - Hermes
- Cairo Time (2009) - Tareq Khalifa
- Doomsday (2008) - John Hatcher
- The Last Legion (2007) - Theodorus Andronikos
- Hannibal. Rome's Worst Nightmare (2006) - Hannibal Barkas
- The Nativity Story (2006) - archangel Gabriel
- Syriana (2005) - Prince Nasir Al-Subaai
- Kingdom of Heaven (2005) - Imad
- Reign of Fire (2002) - Ajay
- Vertical Limit (2000) - Kareem Nazir

### Televisieseries
- Star Wars: The Bad Batch - Avi Singh (2021, 1 aflevering, stemmenrol)
- The Spy - Suidani (2019, 6 afleveringen)
- Gotham - Ra's al Ghul (2017-2018, 12 afleveringen)
- Peaky Blinders - Ruben Oliver (2016, 6 afleveringen)
- Game of Thrones - Doran Martell (2015-2016, 5 afleveringen )
- Primeval - Philip Burton (2011, volledig seizoen 4 en 5, 13 afleveringen)
- Strike Back - Zahir Sharq (2010, 2 afleveringen)
- 24 - Hamri Al-Assad (2007, 7 afleveringen)
- Agatha Christie's Poirot - Mr. Shaitana (2006, seizoen 10, 1 aflevering)
- Star Trek: Deep Space Nine - Doctor Bashir (1993-1999, 173 afleveringen)